# Langeottia
Langeottia is een geslacht van korstmossen behorend tot de familie Teloschistaceae. 

## Geslachten
Volgens Index Fungorum telt het geslacht twee soorten (peildatum oktober 2021):
| Soortnaam             | Auteur(s) | Publicatiejaar |
| --------------------- | --- | -------------- |
| Langeottia hirsuta    | (Eichenb., Aptroot & Honegger) S.Y. Kondr., Kärnefelt, Elix, A. Thell, Jung Kim, M.H. Jeong, N.N. Yu, A.S. Kondr. & Hur      | 2014           |
| Langeottia ottolangei | (S.Y. Kondr., V. Wirth & Kärnefelt) S.Y. Kondr., Kärnefelt, Elix, A. Thell, Jung Kim, M.H. Jeong, N.N. Yu, A.S. Kondr. & Hur | 2014           |